# NGC 1720
NGC 1720 ist eine Balken-Spiralgalaxie vom Hubble-Typ SBab im Sternbild Eridanus am Südsternhimmel. Sie ist schätzungsweise 182 Millionen Lichtjahre von der Milchstraße entfernt und hat einen Durchmesser von etwa 110.000 Lichtjahren.
Im selben Himmelsareal befinden sich u. a. die Galaxien NGC 1726, NGC 1752, IC 398.
Das Objekt wurde am 30. Dezember 1861 von Heinrich Louis d’Arrest entdeckt.